# 松鱗突吻鱈
松鱗突吻鱈，為輻鰭魚綱鱈形目鼠尾鱈科的其中一種，分布於東太平洋墨西哥至秘魯海域，深度720-2400公尺，體長可達50公分，屬深海底棲性魚類，棲息在大陸坡底層水域，以多毛類及甲殼類為食，生活習性不明，可做為食用魚。

## 扩展阅读
維基物種上的相關：松鱗突吻鱈